# Mesoleptus quietus
Mesoleptus quietus là một loài tò vò trong họ Ichneumonidae.